# Sponton

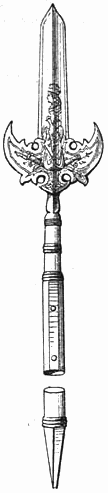
sponton

Een sponton is een korte lans die gebruikt werd als rangonderscheiding door officieren, onderofficieren en korporaals gedurende de 17e en 18e eeuw. In de 17e eeuw was het gebruikelijk officieren, onderofficieren en korporaals te bewapenen met een degen en een lans, piek of hellebaard. Hieruit ontwikkelde zich de sponton, een wapen dat geleidelijk aan meer en meer decoratief dan functioneel werd. Het wapen werd met name gebruikt om de manschappen in een rechte lijn te houden, wat vereist werd door de dan gebruikte lineaire tactieken. Dergelijke wapens werden ook gebruikt om vijandelijke cavalerie op afstand te houden en vaak waren de soldaten van de vaandelwacht met een dergelijk wapen voorzien.
Gedurende het vierde kwart van de 18e eeuw verdwenen de lans, piek en hellebaard in de meeste legers als wapen voor onderofficieren en korporaals. Na de Napoleontische periode waren spontons in de meeste legers verdwenen en waren officieren alleen nog bewapend met een degen of sabel, eventueel nog met een pistool, het laatste al naargelang de voorschriften of de persoonlijke voorkeur. In enkele legers, zoals die van Groot-Brittannië, bleven sergeanten nog lange tijd bewapend met pieken, tot ook deze omstreeks 1850 verdwenen.

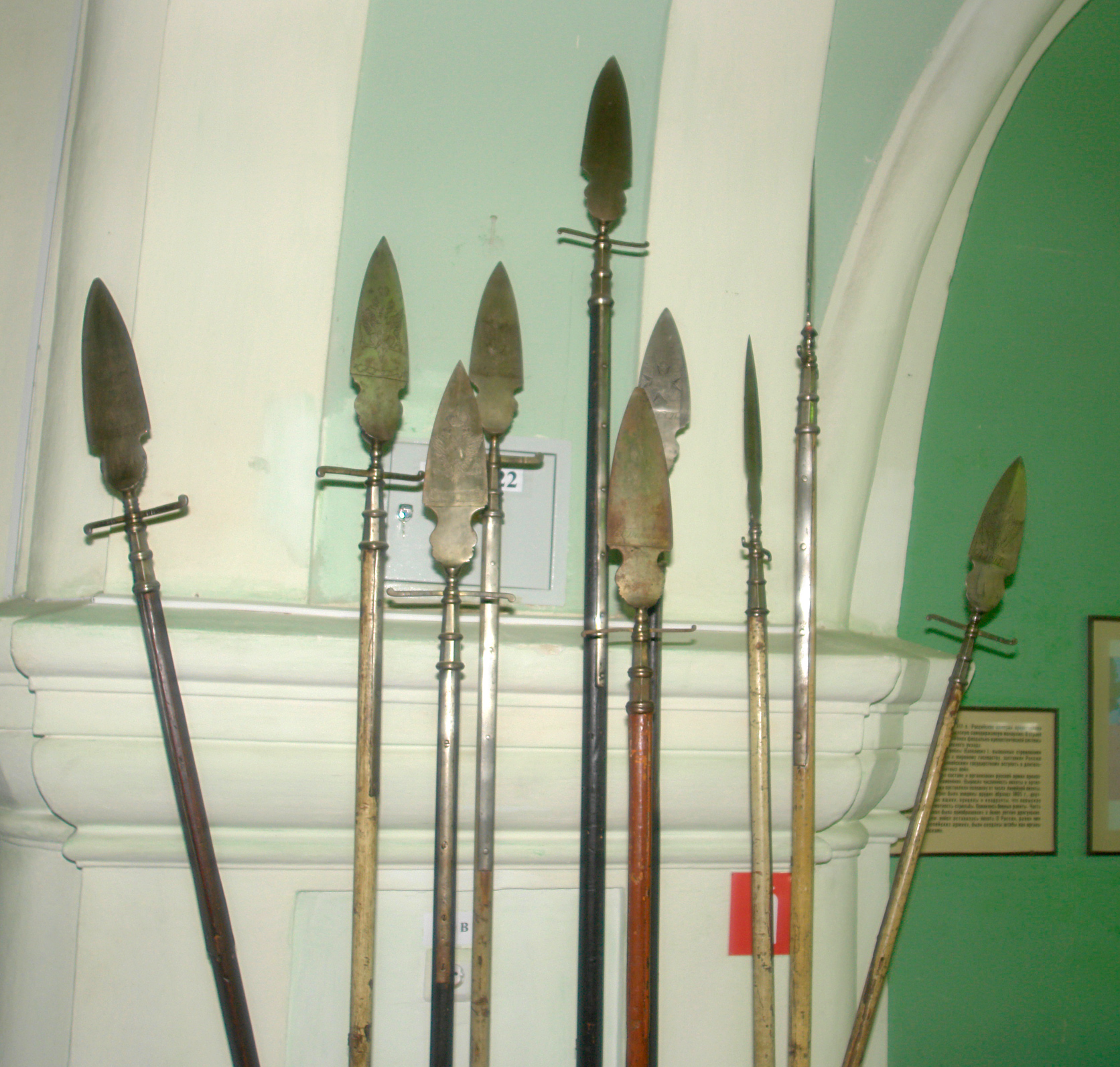
Collectie spontons